# Levocetirizina
Levocetirizina (DCI; nomes comerciais: Zyxem, Xyzal, entre outros) é um anti-histamínico de segunda geração utilizado em tratamento de rinite alérgica (febre do feno) e casos de urticária de origem incerta e longa duração. É menos sedativo que os anti-histamínicos de primeira geração. É tomado por via oral.
Os efeitos adversos comuns incluem sonolência, boca seca, tosse, vômito e diarreia. O uso na gravidez parece seguro, mas faltam evidências mais robustas para definir seu perfil de segurança, enquanto o uso durante amamentação é de segurança incerta. É classificado como um anti-histamínico de segunda geração e atua bloqueando os receptores de histamina H1.
A levocetirizina foi aprovada para uso médico nos Estados Unidos em 2007. Está disponível como medicamento genérico. Em 2019, foi o 193º medicamento mais prescrito nos Estados Unidos, com mais de 2 milhões de prescrições.

## Usos médicos
Levocetirizina é usada em tratamento de rinite alérgica. Isso inclui o alívio dos sintomas de alergia, como olhos lacrimejantes, coriza, espirros, urticária e/ou coceira.

## Efeitos colaterais
A levocetirizina possui pouco ou nenhum potencial sedativo, por isso é rara a ocorrência de sonolência como efeito adverso. A segurança cardíaca relacionada à repolarização é melhor que outros anti-histamínicos, como prometazina, pois a levocetirizina não prolonga o intervalo QT em pessoas saudáveis tratadas com doses teraupeuticas. No entanto, algumas pessoas podem sentir sonolência leve, cefaleia, boca seca, tontura, problemas de visão (principalmente visão turva), palpitações e fadiga .

## Farmacologia
A levocetirizina é um anti-histamínico. Ela atua como agonista inverso, de modo que diminui os níveis dos receptores H1 de histamina . Isso, por sua vez, impede a liberação de outros neurotransmissores que favorecem a alergia e aumenta o suprimento de sangue para a área afetada, proporcionando alívio dos sintomas típicos da febre do feno. Levocetirizina, (R)-(-)-cetirizina, é um interruptor quiral de grande seletividade derivado da (±)-cetirizina. Este enantiômero, o eutômero, é mais seletivo e menos sedativo e o enantiômero (S)-, o distômero, que é farmacologicamente inativo. 

## Química
Quimicamente, a levocetirizina é o enantiômero levógiro (isômero ativo) de cetirizina, também chamado de l-enantiômero de cetirizina. Faz parte do grupo de anti-histamínicos da geração das difenilmetilpiperazinas.

## História
A levocetirizina foi disponibilizada pela primeira vez em 2001 pela empresa farmacêutica belga UCB (Union Chimique Belge).